# سیارک ۱۴۰۵۴
سیارک ۱۴۰۵۴ (به انگلیسی: 14054 Dusek، نامگذاری:1996AR) چهارده هزار و پنجاه و چهارمین سیارک کشف شده‌است که در ۱۲ ژانویه ۱۹۹۶ کشف شد.